# 立教大学体育会バスケットボール部
立教大学体育会バスケットボール部（りっきょうだいがくたいいくかい―）は立教大学体育会に所属するバスケットボールチームである。日本のバスケットボールの黎明期に各大学に先駆けて創部（1921年）され、関東大学バスケットボール連盟に所属する。新座キャンパスを拠点とする。

## 歴史

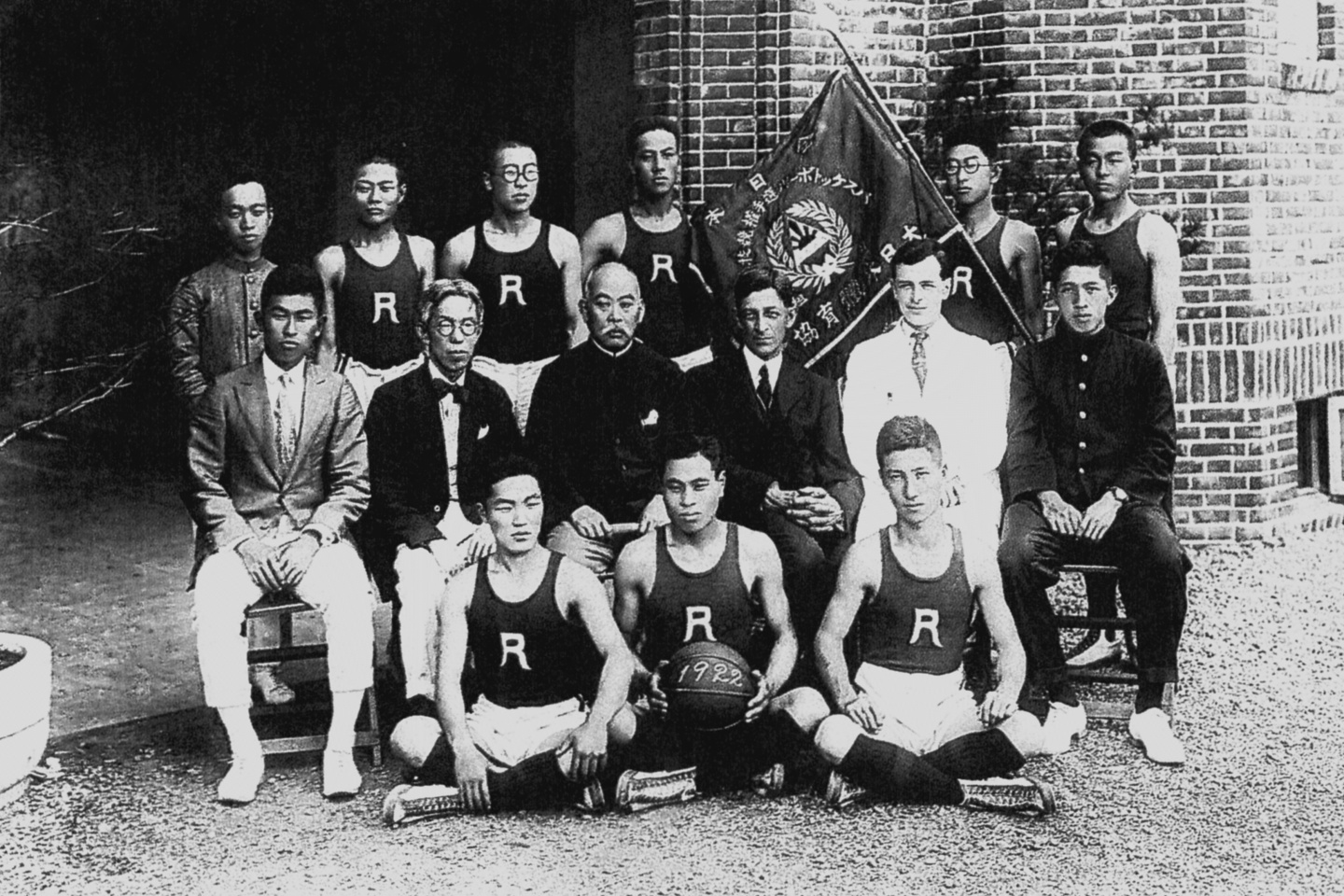
1922年のバスケットボール部

1913年（大正2年）に、アメリカからFranklin H. Brownが日本YMCA同盟の体育事業専門主事からの派遣要請に応えて来日すると、日本でのバスケットボール競技の本格的な伝播と普及活動が始まった。競技が移入された後の日本のバスケットボール競技はYMCAを中心に展開していく。
1921年（大正10年）、立教大学に日本の各大学に先駆けてバスケットボール部が創部。東京YMCAの体育主事であった立教大学の校友である西村がコーチに就任し、当時立教大学予科生で東京YMCAでプレーしていた野村憲夫もスタッフに就き、初代部長は井出義行（立教大学文学部教授）が務めた。築地から池袋への移転後の大学には体育館も出来ていたものの、2,3年の間は室内設備が未完成であったが、西村と野村憲夫の尽力により同年9月初旬に、体育館の室内設備が完成し、練習環境が整備された。また同年、野村憲夫は東京YMCAの選手として上海で行われた第5回極東選手権大会に出場した。
1922年（大正11年）5月に、第2回全日本バスケットボール選手権大会が東京女子高等師範学校（お茶の水女子高等師範）を会場に開催され、立教大学はB組に出場し、決勝では強敵の大阪YMCAを大接戦の末に破って優勝する。A組は日本の大学バスケットボール競技の基礎を創った東京YMCAが優勝。立教大学の優勝チームは、山内光和、佐々木権三郎、曽我、松崎一雄（後の立教学院理事長、森永商事社長）、野村久秀（後の高輪プリンスホテル支配人）、野村瞳、垣らで構成され、コーチには西村と野村憲夫に加えて横山が務めた。この大会で優勝したことから、大学当局と学友会が大いに戦勝を祝すなどの盛り上がりを見せ、同年10月には大学体育会への加盟が認められ、秋には関西遠征を行った。
1923年（大正12年）、大阪で開かれた第6回極東選手権大会に、YMCAと立教大学の選抜チームで参加。同年9月1日には、関東大震災により東京YMCA体育館が焼失するが、同年に行われた東京市震災復興大会で立教大学は優勝する。
1924年（大正13年）、全日本学生籠球連合（現関東大学バスケットボール連盟）発足に参加。同年に開催された第1回関東大学リーグ戦（立大、商大、早大）で初優勝すると、同年の全日本総合選手権でも初優勝を果たした。同年12月から上海遠征を行い、姉妹校である聖ヨハネ大学（セント・ジョンズ大学）と対戦。バスケットボール部は、1925年（大正14年）の第2回関東大学リーグ戦（立大、商大、早大、中大）でも優勝すると、第4回関東大学リーグの同率優勝を挟み、第6回から第8回まで3連覇するなど強豪としての地位を確立し、第15回から第18回にかけても4連覇を果たした。その間、1927年（昭和2年）に上海で開催された第8回極東選手権大会には、立教大学と商大の選抜チームで参加し、監督は松崎一雄が務めた。
戦後も1950年代から60年代にかけてオールジャパン4回、インカレ6回制覇の黄金時代を築いた。
しかし、その後は長い低迷に入り、2005年には4部まで陥落。現在は2部に所属。
獲得した全国タイトルは、日体大に次ぐ歴代第2位の計13回（オールジャパン7回・インカレ6回）である。

## 主な成績
- 全日本総合バスケットボール選手権大会：優勝7回（1924年、1941年、1943年、1953年、1954年、1956年、1963年）
- 全日本学生バスケットボール選手権大会：優勝6回（1952年、1954年、1955年、1958年、1961年、1962年）

## 主な卒業生
- 秋吉恒俊 - 元バスケットボール日本代表監督
- 荒井利一 - 元オリンピックバスケットボール日本代表
- 大島康邦 - 元オリンピックバスケットボール日本代表
- 海保宣生 - 元オリンピックバスケットボール日本代表、鹿島アントラーズ・エフ・シー元常務取締役
- 金川英雄 - 元オリンピックバスケットボール日本代表
- 小宮宗勝 - 元バスケットボール日本代表
- 紺野仁 - 元オリンピックバスケットボール日本代表
- 斎藤博 - 元オリンピックバスケットボール日本代表、元バスケットボール日本代表コーチ
- 東海林周太郎 - 元オリンピックバスケットボール日本代表、元バスケットボール日本代表監督
- 杉山武雄 - 元オリンピックバスケットボール日本代表
- 張利鎮 - 元オリンピックバスケットボール日本代表、元オリンピックバスケットボール韓国代表
- 冨山晋司 - バスケットボール指導者、バスケットボール日本代表テクニカルスタッフ、千葉ジェッツ元ヘッドコーチ
- 奈良節雄 - 元オリンピックバスケットボール日本代表、元バスケットボール日本代表コーチ
- 野村久秀 - 元極東選手権競技大会（極東オリンピック）バスケットボール日本代表
- 梅勝夫 - 元オリンピックバスケットボール日本代表
- 服部信雄 - 元オリンピックバスケットボール日本代表
- 前田昌保 - 元オリンピックバスケットボール日本代表、元バスケットボール日本代表コーチ
- 松崎一雄 - 元立教学院理事長、森永商事社長、森永製菓副社長
- 三浦正  - 元バスケットボール日本代表監督
- 吉田正彦 - 元バスケットボール日本代表、元バスケットボール日本代表監督